# Абиф, Агустина
Агустина Паула Абиф (исп. Agustina Paula Habif, 8 мая 1992, Буэнос-Айрес, Аргентина) — аргентинская хоккеистка (хоккей на траве), защитник и полузащитник. Участница летних Олимпийских игр 2016 года, чемпионка Америки 2017 года, серебряный призёр Панамериканских игр 2015 года.

## Биография
Агустина Абиф родилась 8 мая 1992 года в Буэнос-Айресе.
Играла в хоккей на траве за «Химнасию-и-Эсгриму» из Ла-Платы.
В 2013 году в составе юниорской сборной Аргентины завоевала серебряную медаль чемпионата мира в Мёнхенгладбахе.
В сезоне-2014/2015 стала чемпионкой Мировой лиги.
В 2015 году завоевала серебряную медаль хоккейного турнира Панамериканских игр в Торонто.
В 2016 году вошла в состав женской сборной Аргентины по хоккею на траве на летних Олимпийских играх в Рио-де-Жанейро, занявшей 7-е место. Играла в поле, провела 6 матчей, мячей не забивала.
В 2017 году выиграла золотую медаль чемпионата Америки.
Завоевала три медали Трофея чемпионов: золото в 2014 и 2016 годах, бронзу в 2018 году.

## Семья
Младшая сестра Агустины Абиф Флоренсия Абиф (род. 1993) также выступает за женскую сборную Аргентину по хоккею на траве, в 2012 году завоевала серебряную медаль летних Олимпийских игр в Лондоне, в 2016 году участвовала в летних Олимпийских играх в Рио-де-Жанейро.